# پژو ۶۰۴
پژو ۶۰۴ یک خودروی سواری تولید شده توسط پژو است که از سال ۱۹۷۵ تا ۱۹۸۵تولید می‌شد. درطی عمر ۱۰ ساله ۶۰۴، ۱۵۳٬۲۵۲ دستگاه از آن فروخته شده بود. این خودرو در فرانسه و همچنین توسط کیا در کره جنوبی مونتاژ شده‌است.